# Pampoconis dentifera
Pampoconis dentifera is een insect uit de familie van de dwerggaasvliegen (Coniopterygidae), die tot de orde netvleugeligen (Neuroptera) behoort. 
De wetenschappelijke naam Pampoconis dentifera is voor het eerst geldig gepubliceerd door Meinander in 1973.